# Amtsgericht Kassel

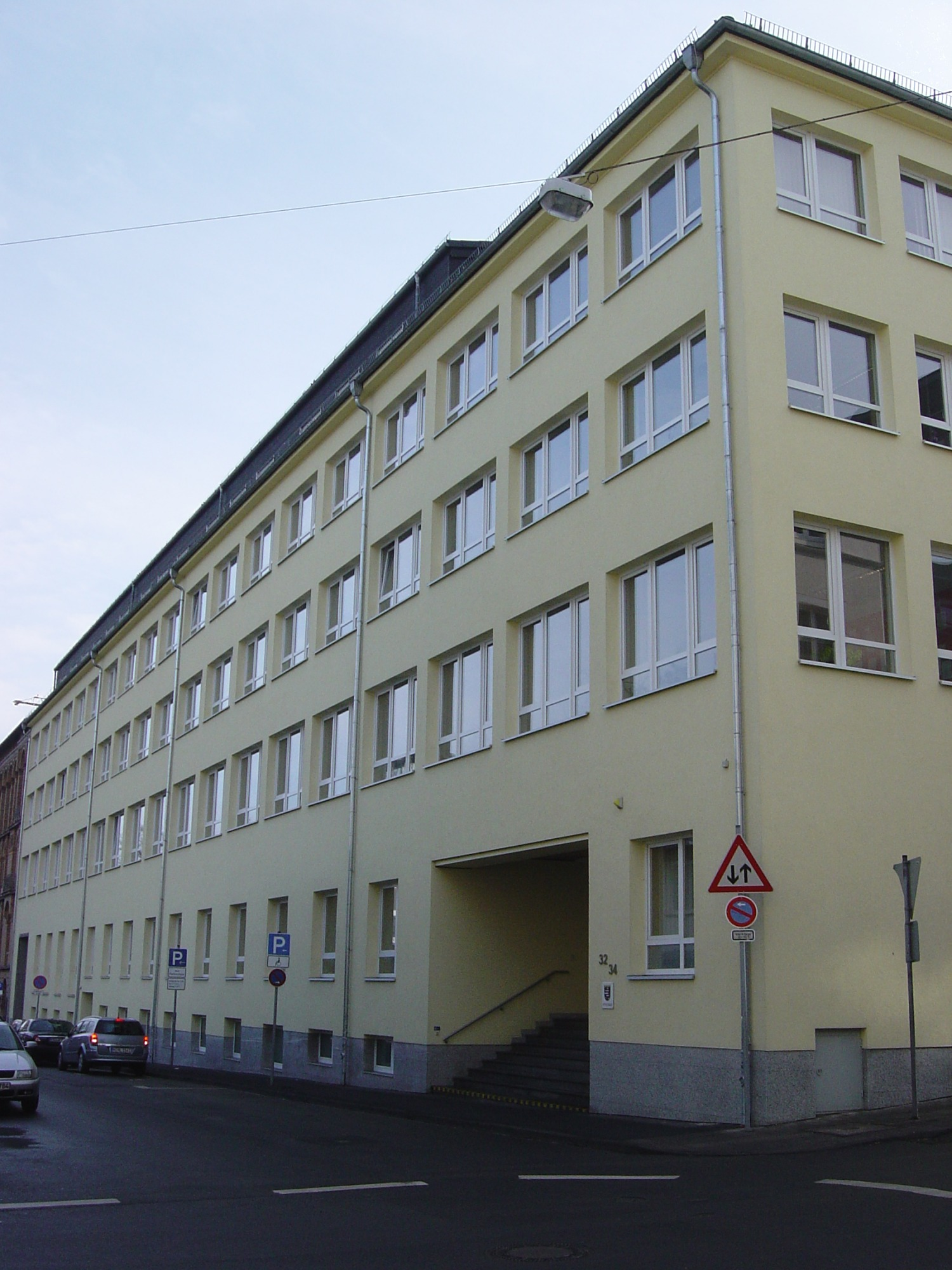
Außenstelle des AG Kassel in der Friedrichsstraße (2009)

Das Amtsgericht Kassel (AG Kassel) ist ein Gericht der ordentlichen Gerichtsbarkeit in der kreisfreien Stadt Kassel.
Es ist eines von sechs selbständigen Präsidialamtsgerichten in Hessen. Die übrigen Amtsgerichte in Hessen sind dem jeweiligen Landgericht, in dessen Bezirk sie liegen, zugeordnet.

## Gerichtssitz und -bezirk

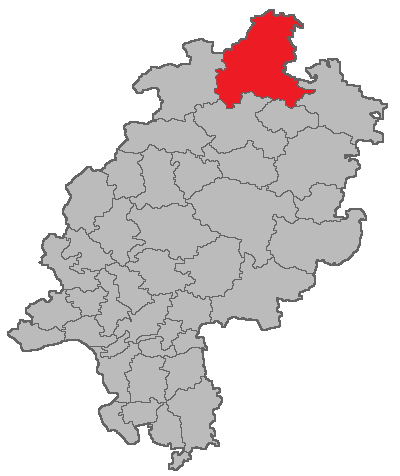
Lage des Amtsgerichtsbezirkes Kassel in Hessen

Der Sitz des Gerichtes ist in Kassel in der Frankfurter Straße 9. Eine Außenstelle befindet sich in der Friedrichsstraße 32–34, eine Zweigstelle in Hofgeismar.
Das AG Kassel mit Sitz in Kassel ist örtlich zuständig für die Stadt Kassel sowie folgende Gemeinden des Landkreises Kassel:
Ahnatal, Bad Emstal, Bad Karlshafen, Baunatal, Breuna, Calden, Espenau, Fuldabrück, Fuldatal, Grebenstein, Habichtswald, Helsa, Hofgeismar, Immenhausen, Kaufungen, Liebenau, Lohfelden, Naumburg, Nieste, Niestetal, Reinhardshagen, Schauenburg, Söhrewald, Trendelburg, Vellmar, Wesertal, Wolfhagen, Zierenberg und für das gemeindefreie Gebiet Gutsbezirk Reinhardswald.
Aufgrund Zuständigkeitskonzentration ist das AG Kassel mit Sitz in Kassel darüber hinaus örtlich zuständig für die Urheberrechtsstreitsachen, für die die Amtsgerichte zuständig sind, für die Bezirke der Landgerichte Fulda, Kassel und Marburg a. d. Lahn (VO vom 30. September 1974 – GVBl. I S. 467) und Straßenverkehrsordnungswidrigkeitsverfahren gegen Erwachsenen für den Bezirk des Landgerichtes Kassel.
Die Zweigstelle Hofgeismar des Amtsgerichtes Kassel unterhält folgende eigene Abteilungen:
Betreuungssachen, Beratungshilfesachen, Grundbuchsachen, Güterrechtsregistersachen, Hinterlegungssachen, Nachlasssachen, Strafsachen (mit Ausnahme der Schöffen- und Jugendschöffengerichtssachen und der Bußgeldsachen nach §§ 24 und 24a StVG gegen Erwachsene), Unterbringungssachen, Zivilsachen, Zwangsversteigerungs- und Zwangsverwaltungssachen und allgemeine Zwangsvollstreckungssachen.
Sie tätigt alle amtsgerichtlichen Geschäfte in diesen Abteilungen für folgende Gemeinden:
Calden, Grebenstein, Hofgeismar, Immenhausen, Bad Karlshafen, Liebenau, Reinhardshagen, Trendelburg, Wesertal sowie für das gemeindefreie Gebiet Gutsbezirk Reinhardswald.

## Übergeordnete Gerichte
Übergeordnetes Gericht im Instanzenzug ist, je nach gesetzlicher Regelung, das Landgericht Kassel oder das Oberlandesgericht Frankfurt am Main; letzte Instanz kann der Bundesgerichtshof sein.

## Geschichte
In Kurhessen erfolgte 1821 die Trennung der Rechtsprechung von der Verwaltung und für die Rechtsprechung wurden Justizämter eingerichtet. In Kassel trugen diese die Namen Stadtgericht Kassel und Landgericht Kassel (1822–1850). Sie waren dem Obergericht für die Provinz Niederhessen zugeordnet. Mit der Annexion Kurhessens durch Preußen 1866 wurden in der neuen Provinz Hessen-Nassau Amtsgerichte eingerichtet. Die Kasseler Eingangsgerichte waren nun das Amtsgericht Kassel I und das Amtsgericht Kassel II. Diese waren dem Kreisgericht Kassel zugeordnet. Mit der Einführung der Reichsjustizgesetze entstanden 1879 reichsweit einheitlich Amtsgerichte. Die beiden Kasseler Amtsgerichte wurden zusammengelegt und erhielt die neuen Funktionen. Es war nun eines der 34 Amtsgerichte im Bezirk des Landgerichtes Kassel. Am Gericht bestanden zehn Richterstellen. Es war damit das mit Abstand größte Amtsgericht im Landgerichtsbezirk. Sein Gerichtsbezirk umfasste aus dem Stadtkreis Kassel und den Landkreis Kassel ohne die Teile, die dem Amtsgericht Oberkaufungen zugeordnet waren.